# ІЗ (бронеавтомобіль)
ІЗ (скорочено від Іжорський завод) — радянський імпровізований бронеавтомобіль часів Німецько-радянської війни. Воював на Ленінградському фронті.

## Історія

### Початок виробництва
Влітку 1941 року Іжорський військовий завод почав постачання Ленінградської армії народного ополчення (ЛАНО) імпровізованих бронеавтомобілів, створених на основі вантажівок ГАЗ-АА і ЗІС-5. Проект був схвалений міськкомом Ленінграда, проте не був офіційним виконанням держзамовлення.

### Бронювання
Бронювалися, як правило, тільки кабіна водія, двигун і кузов. Вони обшивалися броньовими листами товщиною від 6 до 10 мм. Машини через це були дуже уразливі.

### Озброєння
Машини озброювалися по-різному: залежно від наявності зброї на військових складах Ленінградського військового округу. Так, броньовики ГАЗ-АА озброювалися спереду танковими або піхотними кулеметами Дегтярьова, а також кулеметом ДШК, ТАК або кулеметом Максима в кузові. Також встановлювалися станкові «Максими» на деякі екземпляри.
Озброєння бронемашин на шасі ЗІС-5 було набагато могутніше. Лобовий кулемет ДТ / ТАК у них зберігався, але в кузові за похилим бронелистів розміщувалася 45-мм протитанкова гармата зразка 1934 і 1938 років або 20-мм автоматична гармата ШВАК. Стрільба з них могла вестися тільки вперед по ходу руху.

### Броньовик ЗІС-6
Відрізнявся бронеавтомобіль, виконаний на базі шасі ЗІС-6. Ця бойова машина була найближче до повноцінних бронеавтомобілем середнього класу, оскільки на неї був справжній бронекорпус, повністю захищав життєво важливі агрегати та екіпаж. Також ставилося башта від БА-6 чи то з Т-26 з 45-мм гарматою 20К і спареним з нею кулеметом ДТ. Тактико-технічні характеристики цієї бронемашини невідомі.
Існував також варіант броньовика на шасі ГАЗ-АА з бронекоробкою БА-10 і його корпусом. По бортах були зроблені люки, а на даху була наглядова башточка. Ця машина була захоплена німцями і протягом 1941—1942 років використовувалася на окупованих територіях.

### Перший випуск
Перші імпровізовані броньовики стали надходити у війська вже з 15 липня 1941 року і за документами вони проходили як «броньована машина ГАЗ (ЗіС)», «напівброньована машина ІЗ» або «середня бронемашина ІЗ». За приблизними оцінками, враховуючи штатну чисельність кожного з бронедивізіонів ЛАНО (по 12 машин в кожному), загальна кількість імпровізованих бронеавтомобілів Іжорського заводу перевищувало 100 примірників. Унаслідок великих втрат, понесених механізованими корпусами РСЧА в червні-липні 1941 року, деякі ділянки Ленінградського фронту залишилися без танкового прикриття, тому прибуття бронемашин ІЗ виявилося вдалим. Велика частина бронеавтомобілів була в складі 2-й і 4-ї дивізій ЛАНО, але, можливо, броньовики воювали і в інших підрозділах.

### Бойове хрещення
Пік бойового застосування бронемашин ІЗ припав з кінця липня до початку вересня під час боїв за Ленінград. Кількість імпровізованих бронеавтомобілів іноді перевищувала кількість серійних (БА-10 та БА-20). Наприклад, до 27 липня 1941 року у складі двох дивізій ЛАНО та 191-ї стрілецької дивізії значилося 79 бронемашин різних типів, з яких близько 40 ставилися до типу ІЗ. Така ж тенденція зберігалася майже весь наступний рік, оскільки на 10 травня 1942 року в складі Ленінградського фронту залишалося 14 імпровізованих бронемашин на шасі ЗІС-5 та 32 бронемашини на шасі ГАЗ-АА. З них принаймні один броньований ЗІС-5 брав участь в операції по прориву блокади на початку 1943 року. Один з бронеавтомобілів на шасі ЗІС-6 до літа 1942 року опинився в складі 2-го окремого автоброньового батальйону.

### Трофейні ІЗ
Влітку-восени 1941 року кілька бронемашин ІЗ стали трофеями фінської і німецької армій. Деякі з них були придатні до подальшої експлуатації і використовувалися обома воюючими сторонами аж до повного зносу або виходу з ладу, хоча офіційно імпровізовані бронеавтомобілі на озброєння не приймалися. Останні зразки трофейних З служили у фінів до середини 1942 р.